# Obstvollernter

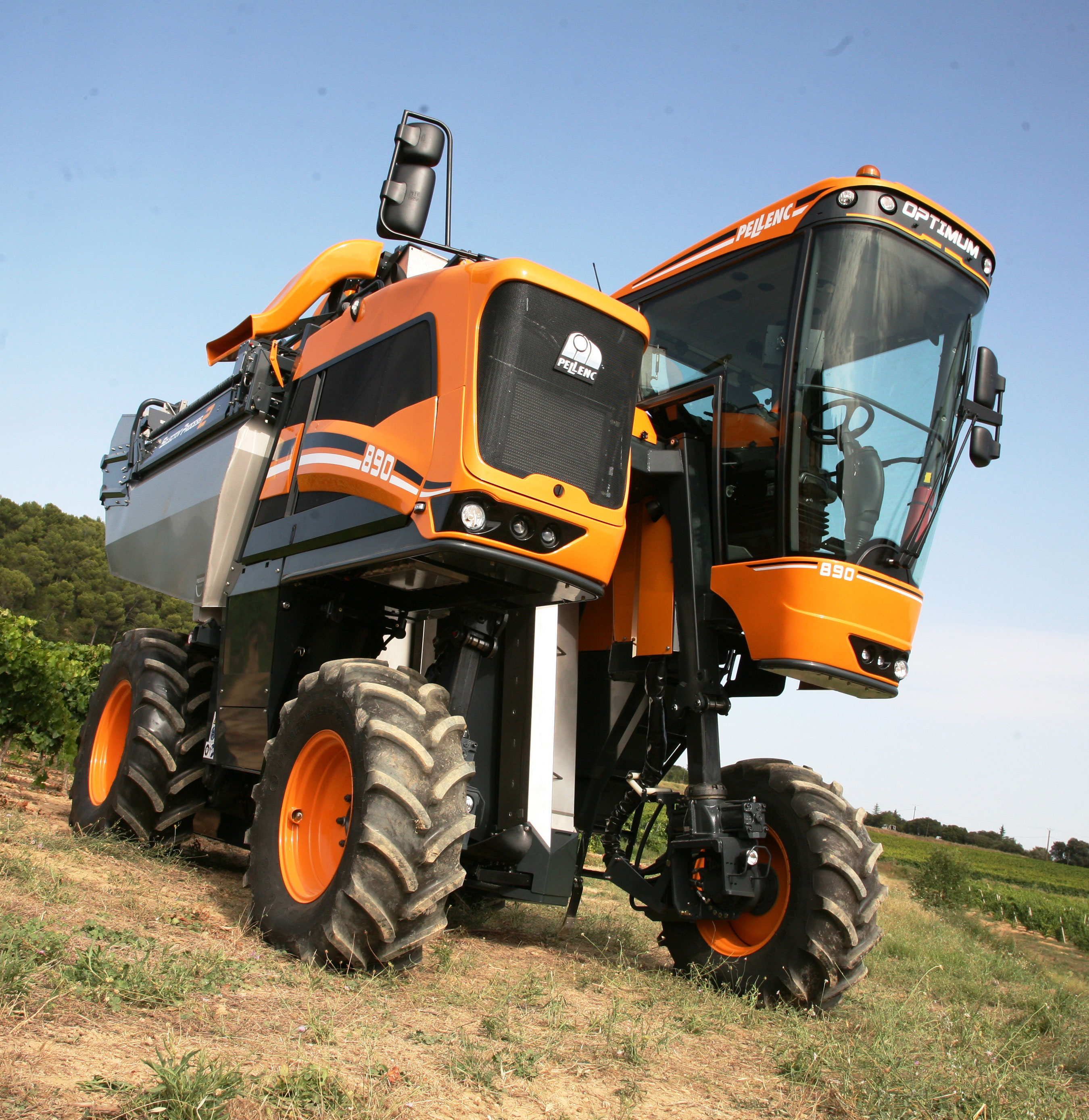
Traubenvollernter der Firma Pellenc (Modell „Optimum“)

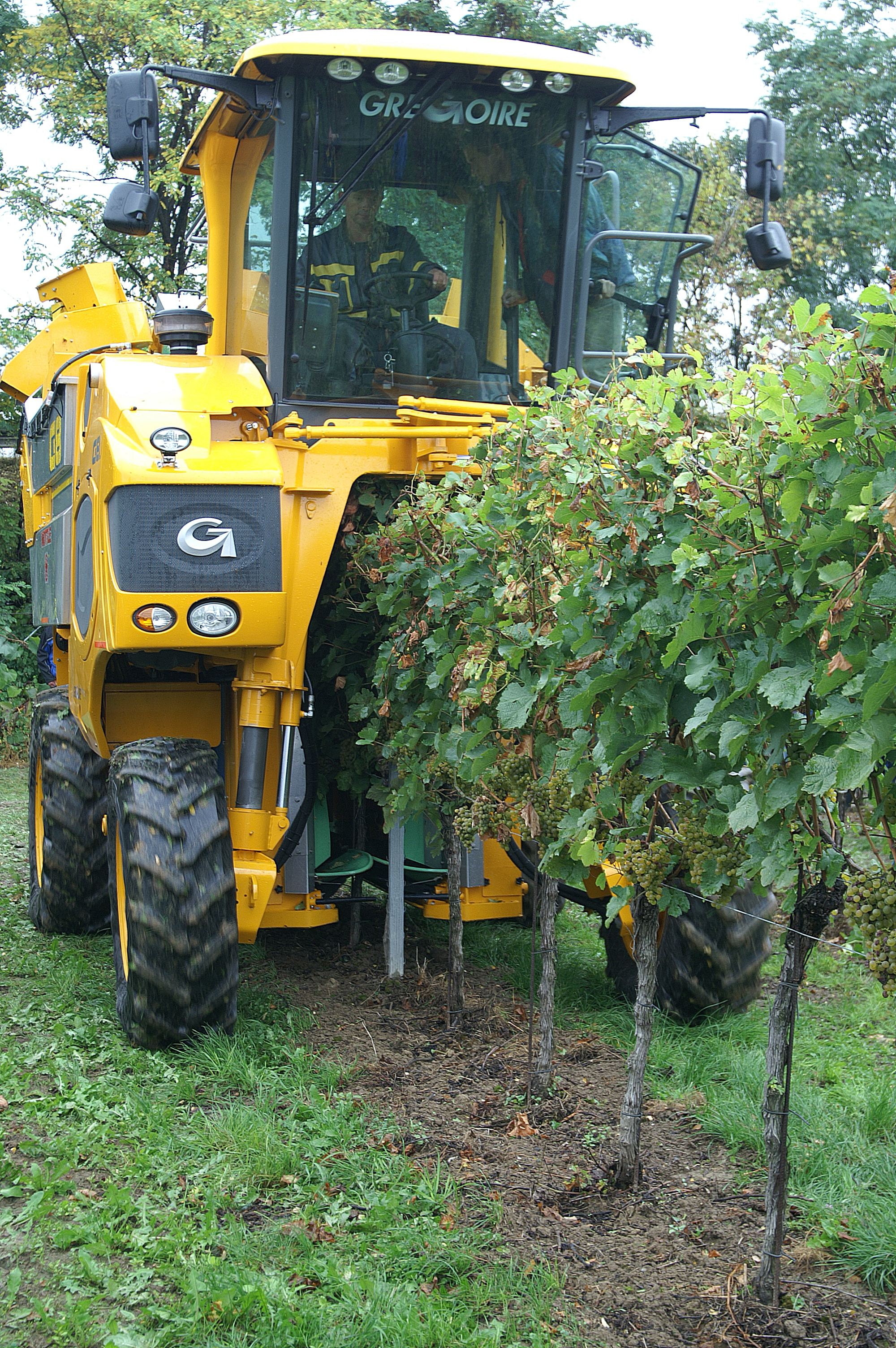
Selbstfahrender Traubenvollernter im Einsatz

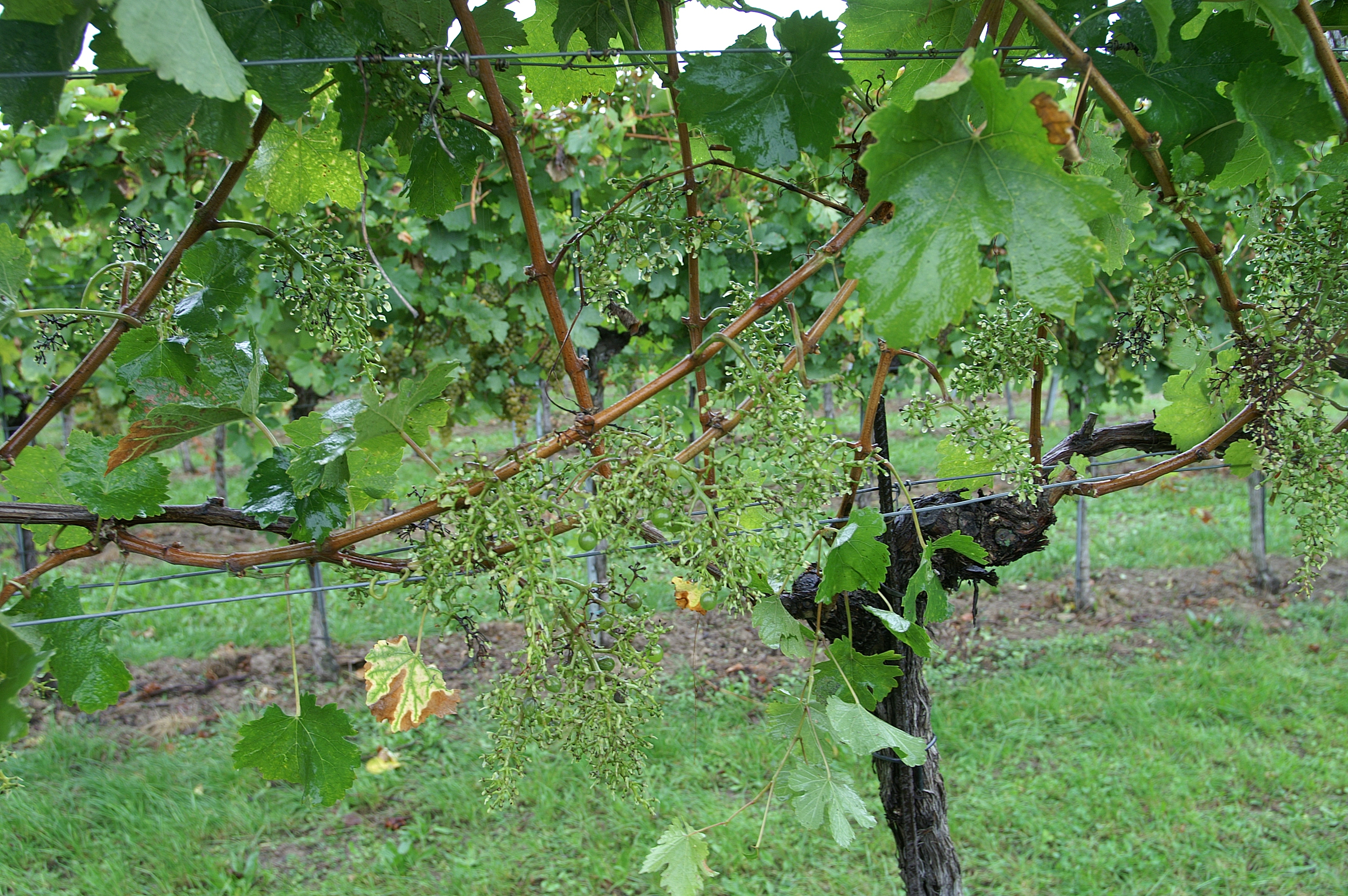
Traubenvollernter schütteln nur die Beeren ab. Es verbleibt das Stielgerüst der Trauben an den Trieben

Der Obstvollernter ist ein noch recht junger Sammelbegriff für spezielle Vollernter, welche auf die Ernte von Obst an Obstbäumen und -sträuchern spezialisiert sind.

## Aufbau und Verwendung

### Obstbau
Ein moderner Obstvollernter besteht beispielsweise aus einem motorisierten Fahrgestell und einer gabelförmigen Rüttelmaschine, welche wiederum aus zwei starken gepolsterten Zinken oder Stäben besteht. Mit dieser Rüttelmaschine werden vornehmlich Obstbäume oder auch robuste Obststräucher, zwischen den Zinken, festgehalten. Durch starke Vibrationen wird dann die gesamte Pflanze in kurze ruckartige Schwingungen versetzt, mit welcher daraufhin die reifen Früchte abgeschüttelt werden können. Ein großer mit der Maschine mitgeführter Trichter (etwa 4 bis 8 Meter im Durchmesser, je nach Pflanzengröße), welcher kreisförmig um die Pflanze herum aus- und eingefahren werden kann, sammelt dann die herabfallenden Früchte ein und führt diese über ein ebenfalls mitgeführtes Förderband direkt z. B. in die dafür vorgesehenen Obstkisten. Je nach technischer Ausführung sind jedoch nicht alle hier beschriebenen Teile enthalten, was beispielsweise die Fähigkeit der eigenständigen Fortbewegung angeht. Diese Maschinen sind u. a. sehr gut geeignet für Apfel-, Kirsch- und Walnussbäume und ähnlich robuste Gewächse.

### Weinbau
Für Weinreben und ähnlich empfindliche Pflanzen gibt es spezielle Vollernter, wie beispielsweise den Traubenvollernter, welcher die Traubenlese voll-automatisch ausführen kann und prinzipiell in ähnlicher Weise funktionieren wie oben beschrieben. Diese gängigen Vollernter können nur Lagen bis zu 40 % Steigung bearbeiten. Im September 2007 stellte das rheinland-pfälzische Weinbauministerium einen Steillagen-Traubenvollernter vor, welcher aufgrund der Kombination modernster Techniken in der Lage ist, Weinberge mit bis zu 60 % Gefälle abzuernten. Weiterentwicklungen ab 2013 (mit Gleiskettenvortrieb) schaffen sogar bis zu 75 %.